# Rhodopetoma
Rhodopetoma là một chi ốc biển, là động vật thân mềm chân bụng sống ở biển trong họ Turridae.

## Các loài
Các loài thuộc chi Rhodopetoma bao gồm:
- Rhodopetoma erosa (Schrenck, 1862)[2]